# Jacques Yvel
Pour les articles homonymes, voir Lévy et Jacques Lévy.
Jacques Lévy, connu sous le pseudonyme de Jacques Yvel, né à Bergheim le 14 mars 1862 et mort le 15 décembre 1940 en son domicile dans le 11e arrondissement de Paris, est un écrivain, chansonnier et auteur dramatique français.

## Biographie
Journaliste, illustrateur et critique à Gil Blas, à L'Assiette au beurre, au Voltaire, au Journal de Paris ou, parmi de nombreux autres titres de presse, au Soir, directeur de Bobèche Journal humoristique hebdomadaire d'octobre 1901 à avril 1902, on lui doit environ quatre-vingts chansons du début du XXe siècle sur des musiques, entre autres, de Roger Guttinguer, Édouard Jouve, Léo Daniderff, Charles Pourny, Lucien Delormel ou Gaston Maquis.
Il est surtout célèbre pour avoir écrit les paroles de la chanson La Ballade des Nuits en 1913.
Ses pièces ont été principalement représentées au Théâtre du Palais-Royal et au Théâtre de l'Eldorado.
Son roman Cadet Roussel obtient le prix Montyon en 1935.
Il est fait chevalier de la Légion d'honneur en 1937.

## Œuvres
Romans
- Madame Flirt, roman d'après la pièce éponyme de Paul Gavault et Georges Berr, 1902
- Demi-femme, Librairie des romans choisis et Offenstadt frères, 1918
- Du Sang sur les lys, France-édition, 1922
- Sous le charme, France-édition, 1922
- Contes de chez nous, Fernand Nathan, 1931
- Mam'zelle Sans-Culotte, La Renaissance moderne, 1932
- Cadet Roussel, Fernand Nathan, 1934

Théâtre
- La Rouge et la Noire, vaudeville en 1 acte, avec Paul Briollet, 1897
- Le Jeune homme du tunnel, vaudeville en 1 acte, 1900
- La Petite Bohême, folie-vaudeville en 1 acte, avec Briollet et Ernest Gerny, 1900
- Le Chéri des dames, vaudeville en 1 acte, avec Fernand Salles, 1901
- L'Homme masqué, vaudeville en 1 acte, 1903
- Le coiffeur de Madame, fantaisie militaire en un acte, 1905
- Justin et Cie, modes, comédie-bouffe en 1 acte, 1908
- Des Verges pour..., comédie en 1 acte, avec Jack Abeillé, 1908
- Aventure poissonnière, monologue, avec Briollet, 1908
- Le Singe de la baronne, monologue, 1909
- Les deux commandants, scène comique, avec Will, 1909
- Garçon d'honneur, à propos pour jeunes gens, Nathan, non daté
- Napoléon passe les Alpes, pièce en un acte, non datée
- Le roi Koko, opérette folie en un acte, avec Paul Briollet, non datée

## Filmographie partielle
- 1915 : La Goualeuse d'Alexandre Devarennes et Georges Monca